# Distrito electoral federal 36 del estado de México
El Distrito electoral federal 36 del estado de México es uno de los 300 distritos electorales en los que se encuentra dividido el territorio de México para la elección de diputados federales y uno de los 40 en los que se divide el Estado de México. Su cabecera es la ciudad de Tejupilco.
El Distrito 36 del Estado de México se localiza en el extremo suroeste del territorio, lo integran los municipios de Amanalco, Amatepec, Almoloya de Alquisiras, Coatepec Harinas, Luvianos, Otzoloapan, San Simón de Guerrero, Santo Tomás, Sultepec, Tejupilco de Hidalgo, Temascaltepec, Texcaltitlán, Tlatlaya, Zacazonapan, Zacualpan y Valle de Bravo.

## Distritaciones anteriores

### Distritación 1996 - 2005
Entre 1996 y 2005 el distrito 36 estaba integrado de forma similar y se encontraba en la misma zona geográfica, con la diferencia de que no lo integraban los municipios de Otzoloapan, Santo Tomás, Temascalepec y Zacazanopan; y en cambio si se encontraban integrador en el distrito los municipios de Ixtapan de la Sal, Tonatico y Villa Guerrero. El distrito fue creado en 1996, anterior a ello el Estado de México contaba únicamente con 31 distritos, por lo que ha elegido diputado solo a partir de 1997 a la LVII Legislatura.

## Diputados por el distrito
- LVII Legislatura
  - (1997 - 2000): Guillermo Santín Castañeda
- LVIII Legislatura
  - (2000 - 2006): José Eduviges Nava
- LX Legislatura
  - (2006 - 2009): Isael Villa Villa
- LXI Legislatura
  - (2009 - 2012): Guillermina Casique Vences
- LXII Legislatura
  - (2012 - 2015): Noé Barrueta Barón
- LXIII Legislatura
  - (2015 - 2018): Iveth Bernal Casique
- LXIV Legislatura
  - (2018 - 2021): Cruz Roa Sánchez
- LXV Legislatura
  - (2021 - 2024): Jazmín Jaimes Albarrán